# Gösta Fredrik Edberg
Gösta Fredrik Edberg, född 28 april 1918 i Stockholm, död 14 augusti 2012 i Danderyd, var en svensk tecknare.
Edberg medverkade i Nationalmuseums utställning Unga tecknare ett par gånger under 1940-talet. Han är representerad med en landskapsteckning vid Moderna museet.